# Eagle Woman
Eagle Woman That All Look At, en lakota : Waŋblí Ayútepiwiŋ, qui signifie en français : Femme aigle que tous regardent, également appelée Matilda Picotte Galpin (1820 - 18 décembre 1888), est une militante du peuple Lakota, diplomate, commerçante et traductrice reconnue pour ses efforts de médiation dans les conflits entre les colons blancs, le gouvernement des États-Unis et les Sioux. On lui attribue le mérite d'être la seule femme reconnue comme chef parmi les Sioux,.
La diplomate Eagle Woman s'est d'abord consacrée à la paix, tandis qu'après les réinstallations dans les réserves, elle s'efforce de convaincre les Sioux de s'adapter à leur nouvelle implantation et à faire des compromis. Elle soutient matériellement les Sioux lorsque le gouvernement américain force les tribus à subvenir à leurs besoins sur des réserves aux terres arides. Elle est en partie responsable du parti des dirigeants envoyés pour signer le deuxième traité de Fort Laramie de 1868, bien qu'elle se soit opposée au traité de Standing Rock de 1876, mais elle devient la première femme à signer un traité avec le gouvernement des États-Unis, en 1882.
Eagle Woman et sa fille Louise organisent la première école de jour à la réserve indienne de Standing Rock. Elle continue d'aider les tribus à s'adapter à la vie de réserve, jusqu'à sa mort, en 1888. En 2010, elle est intronisée au temple de la renommée du Dakota du Sud (en).

### Source de la traduction
- (en) Cet article est partiellement ou en totalité issu de l’article de Wikipédia en anglais intitulé « Eagle Woman » (voir la liste des auteurs).